# Benjamin Jamieson
Benjamin Jamieson (født 15. marts 1874, død 3. december 1915) var en canadisk lacrossespiller, som deltog i OL 1904 i St. Louis.
Jamieson begyndte først at spille lacrosse, da han var midt i tyverne, men han blev snart en kendt spiller i Manitoba. Han spillede først for Winnipeg Victorias, men skiftede senere til Shamrock Lacrosse Club, med hvilken han var med til at vinde provinsmesterskabet i 1903.
Han kom med til OL 1904 i St. Louis, idet Shamrock repræsenterede Canada. Fire hold var meldt til turneringen ved OL, to canadiske og to amerikanske, men det amerikanske hold fra Brooklyn Crescents blev udelukket, da de havde betalte spillere på holdet. Shamrock-holdet gik direkte i finalen, hvor de mødte det amerikanske hold fra St. Louis Amateur Athletic Association. Shamrock vandt kampen klart med 8-2.
I sit civile liv var Jamieson konduktør ved Canadian Pacific Railway. I august 1905 forsøgte han at lægge sig mellem parterne i et gadeslagsmål, men det betød, at han blev ramt af knivstik flere steder i kroppen. Han overlevede, men var ret svækket og døde ti år senere.